# 2 Reyes 22
2 Reyes 22 es el vigesimosegundo capítulo de la segunda parte de los Libros de los Reyes de la Biblia hebrea o Segundo Libro de los Reyes del Antiguo Testamento de la  Biblia cristiana El libro es una compilación de varios anales que registran los actos de los reyes de Israel y Judá por un compilador deuteronómico en el siglo VII a. C. con un suplemento añadido en el siglo VI a. C. Este capítulo recoge los acontecimientos durante el reinado de Josías, rey de Judá, especialmente el descubrimiento del Libro de la Ley (Torá) durante la renovación del Templo en Jerusalén..

## Texto
Este capítulo fue escrito originalmente en lengua hebrea y desde el siglo XVI se divide en 20 Versículos.

### Testigos textuales
Algunos de los primeros manuscritos que contienen el texto de este capítulo en hebreo pertenecen a la tradición del Texto Masorético, que incluye el Códice de El Cairo (895), el Códice de Alepo (siglo X) y el Códice Leningradensis (1008).
También existe una traducción al griego koiné conocida como Septuaginta, realizada en los últimos siglos AEC. Los manuscritos antiguos existentes de la versión Septuaginta incluyen el Codex Vaticanus (B; {\displaystyle {\mathfrak {G}}}B; siglo IV) y el Codex Alexandrinus (A; {\displaystyle {\mathfrak {G}}}A; siglo V).

## Ilustración

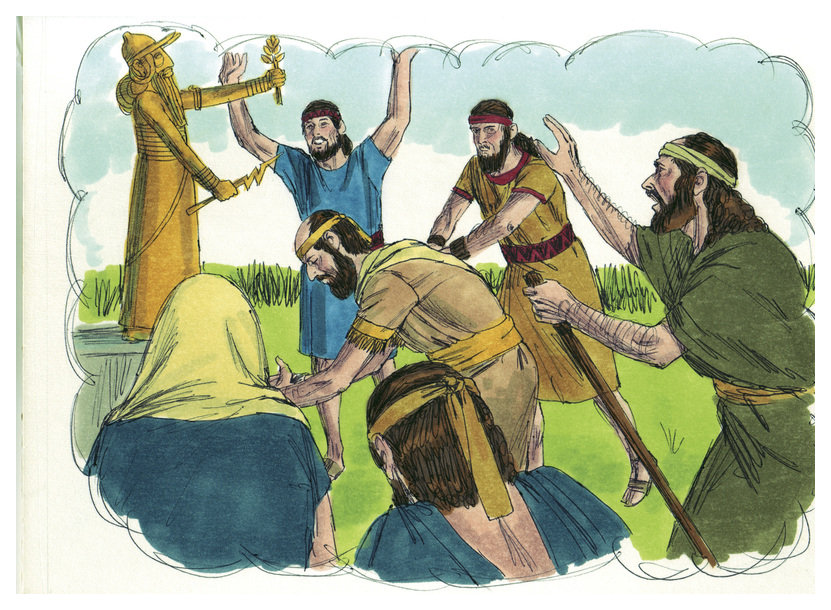
La gente de Judá adoraba ídolos
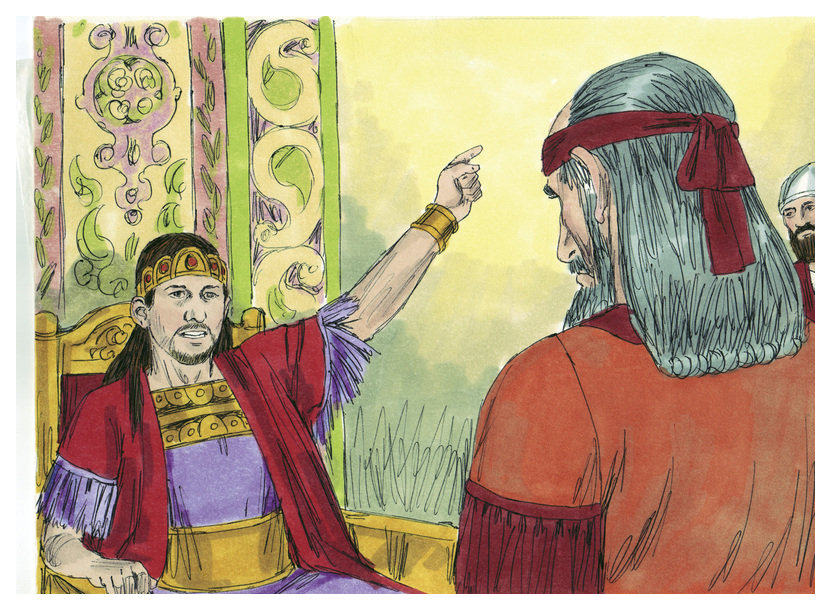
El rey Josías ordenó al escriba Safán que fuera a ver al sumo sacerdote Hilcías
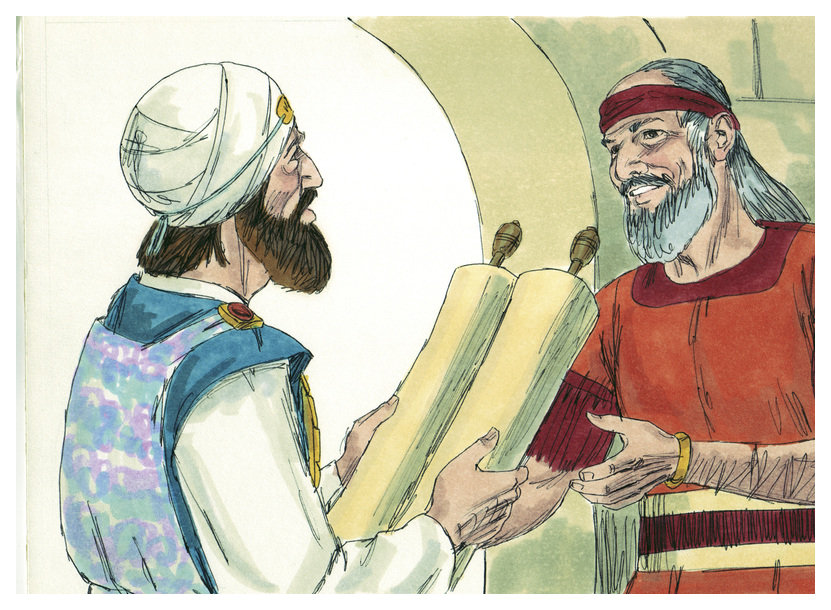
Hilkiah informó a Safán sobre el descubrimiento del Libro de la Ley
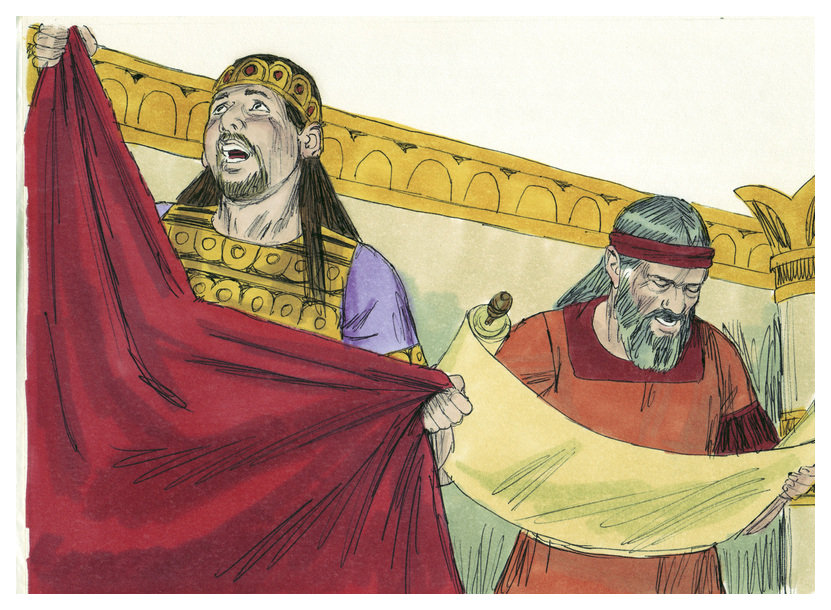
Josías rasgó sus vestiduras cuando Safán le leyó el Libro de la Ley.